# Henry de Jouvenel
Bertrand Henry Léon Robert de Jouvenel des Ursins, connu sous le nom d’Henry de Jouvenel, né le 5 avril 1876 à Paris (Seine) et mort le 5 octobre 1935 dans la même commune, est un journaliste, diplomate et homme politique français.
Il est le fils du préfet Raoul de Jouvenel (1843-1910), et le frère du journaliste Robert de Jouvenel (1882-1924) ; il est aussi le mari de la romancière Colette entre 1912 et 1923.

## Biographie
Bien que la famille d'Henry de Jouvenel se proclame « de Jouvenel des Ursins » en s’attribuant fictivement la particule et le nom « des Ursins » pour se faire valoir du nom d'une ancienne famille de noblesse française, la famille Jouvenel n’a été anoblie que sous la Restauration, portant un titre de baron de 1817. Ses origines remontent à Bertrand Jouvenel, mort en 1703, notaire du XVIIe siècle, sans rapport avec la famille noble de Jouvenel des Ursins, et c’est un de ses descendants, Léon de Jouvenel (1811-1886), député de la Corrèze, qui s’attribue le nom « Des Ursins ».
Après ses études, Henry s'intéresse d'abord aux affaires publiques et obtient le poste de directeur du cabinet du ministre du Commerce en 1905. Il entame par la suite une carrière de journaliste, notamment pour Le Journal, qui le conduit au poste de rédacteur en chef du quotidien Le Matin aux côtés de Stéphane Lauzanne,. C'est là qu'il rencontre Colette, qu'il épouse en secondes noces le 19 décembre 1912.
En 1914, il est mobilisé au 23e régiment d'infanterie territoriale, et combat à Verdun. En 1917, il effectue des missions diplomatiques à Rome en tant que délégué de la triple entente, puis rejoint Henry Lémery, sous-secrétaire d'État à la Marine marchande du gouvernement Georges Clemenceau, dont il occupe le poste de chef de cabinet. Après la guerre, il commence une carrière politique. Sénateur de la Corrèze de 1921 à 1935, il est nommé ministre de l’Instruction publique et des Beaux-Arts du gouvernement Poincaré en mars 1924.

### Haut-commissaire de France en Syrie mandataire

#### Action en Syrie
Il occupe le poste de haut-commissaire de la République française en Syrie et au Liban du 10 novembre 1925 au 23 juin 1926, mais ne manifeste pas un enthousiasme particulier après cette nomination, affirmant juste mener une "mission exploratoire" en Syrie, avant d'accepter de devenir Haut-commissaire par intérim. Ceci explique la brièveté de son passage au Levant. Les autorités françaises se trouvent en effet dans une position extrêmement délicate en 1925 après le passage chaotique de Maurice Sarrail au poste de Haut-commissaire. Celui-ci s'est attiré l'hostilité de la majorité musulmane (en déclenchant la grande révolte des Druzes), de la minorité catholique pourtant très francophile (par son anticléricalisme affiché) et même de la majorité des fonctionnaires en poste en Syrie (nombreux désapprouvant sa politique).
L'enjeu pressant est de restaurer l'ordre et mettre au pas les Druzes révoltés, ce qui ne peut se faire sans l'appui de Londres, dans la mesure où les révoltés utilisent la Transjordanie voisine pour s'approvisionner en armes et en nourriture. Avant son arrivée en Orient, il se rend à Londres afin d'obtenir une attitude moins complaisante de la part des Britanniques. En échange de concessions de la part de la France sur la question du pétrole de la région de Mossoul, la Couronne consent à interdire le passage des troupes et des munitions en Syrie mandataire par la frontière transjordanienne.
Dès son arrivée en décembre 1925, tente d'apaiser la situation en conviant les reporteurs étrangers et les autorités locales pour signifier la bonne volonté de la France à régler le conflit et honorer les termes du mandat de la Société des Nations. Dès la fin 1925, il lance un programme de rénovation urbaine visant à percer un boulevard entourant le vieux cœur commerçant de Damas. Les motifs officiels sont d'ordre des hygiénistes et sanitaires ; ce programme a pour conséquence d'isoler le centre-ville des banlieues labyrinthiques où des rebelles pouvaient aisément se dissimuler.
Par la suite, il charge Engène-Marie Alessandri de soumettre les rebelles de la Ghouta à l'aide de colonnes d'irréguliers (soutenus par l'artillerie française), avant de lancer en avril 1926, alors que les conditions climatiques sont plus clémentes, la reconquête du Djebel Druze. Le 22 avril, Soueida est assiégée et tombe 3 jours plus tard. Si Jouvenel ne parvient pas totalement à faire cesser la révolte, ses victoires seront durables et ont permis un retour au calme. En forme d'apaisement, Jouvenel ordonne le rattachement de l'Etat des Druzes à la Fédération syrienne.

#### Action au Liban
Pour élargir le soutien local au mandat sur le Liban, il tente une ouverture politique notamment en direction des autres communautés minoritaires non-chrétiennes. Dès janvier 1926, il organise l'émancipation juridique des Chiites du Sud-Liban, leur permettant d'être jugés sur les affaires familiales selon le droit personnel inspiré du chiisme (à l'inverse de la période ottomane, qui ne reconnaissaient pas la spécificité du chiisme). Sous son autorité une constitution libanaise est promulguée le 23 mai 1926, instaurant une république parlementaire à tendance présidentielle.
L'agitation née de la révolte druze fait quelques émules au Liban, et les sunnites de la côte réclament leur rattachement à la Syrie. Face à cette pression croissante, Jouvenel envisage pendant un temps de céder la ville de Tripoli (à majorité sunnite) à la Syrie afin de calmer les nationalistes syriens, ce à quoi les autres communautés manifestent une claire hostilité. In fine, le projet est abandonné et Jouvenel reporte les élections législatives prévues au printemps 1926. De manière transitoire, il nomme Charles Debbas (un grec-orthodoxe favorable à la France) au poste de Président de la République, afin de détourner cette communauté de l'arabisme et marquer sa volonté d'équilibrer entre chrétiens et sunnites.

### Retour en France
En 1927, Jouvenel fonde La Revue des vivants, qu'il dirige avec Henry Malherbe jusqu'en 1935, revue à laquelle collaborent occasionnellement Romain Rolland, Georges Duhamel, ou encore Charles de Gaulle. Parallèlement, il est de 1927 à 1935 le premier président de l'Union des Français de l'étranger.
En 1932 et 1933, il est ambassadeur de France en Italie où il renoue en quelques mois des relations amicales avec le régime de Mussolini ; il est ensuite nommé ministre de la France d'Outre-mer du deuxième gouvernement Daladier, en 1934, et assure plusieurs fois la fonction de délégué de la France à la Société des Nations. Proche d'Aristide Briand, il milite pour la paix.

### Vie privée
Jouvenel épouse en 1902 Sarah-Claire Boas (1879-1967), fille aînée de l'ingénieur centralien Alfred Boas (1846-1909), d'origine juive, et nièce de Georges Schwob d'Héricourt ; celui-ci avait repris en 1874 au 63, boulevard de Charonne à Paris, ce qui deviendra une des plus importantes ferblanteries et zingueries de France (450 employés en 1901), qui fit sa fortune. L'investissement de Henry de Jouvenel dans la campagne en faveur d'Alfred Dreyfus aurait favorisé ce mariage.
Le couple a un fils, Bertrand de Jouvenel (1903-1987).
Ils occupent un temps l'hôtel de Luzy, rue Férou à Paris. Ils apportent dans cette maison un beau mobilier, des objets d'art et des boiseries provenant de plusieurs vieilles demeures, ce qui en fit « un véritable temple du bon goût ».
Henry de Jouvenel a un second fils, Renaud de Jouvenel (1907-1982), de sa liaison avec Isabelle de Comminges. Cette dernière, mariée à Maurice Pillet-Will, fils du banquier Frédéric Pillet-Will, ne pourra pas divorcer en raison de la maladie mentale de son époux [réf. nécessaire].
En 1913, Henry de Jouvenel a une fille, Colette Renée de Jouvenel, dite « Bel-Gazou », née de son mariage en 1912 avec l'écrivaine Sidonie-Gabrielle Colette ; le couple divorcera en 1923. Colette Renée meurt en 1981 et elle est enterrée avec sa mère au cimetière du Père Lachaise, à Paris (4e division).
Henry de Jouvenel épouse en troisièmes noces, le 4 août 1930 sa dernière femme, la veuve de l’armateur Charles Louis-Dreyfus née Germaine (Sarah) Hément (1882-1964) et mère de Pierre Louis-Dreyfus.